# Cristodoro (homem magnífico)
Cristodoro (em latim: Christodorus; em grego: Χριστόδωρος; romaniz.: Christódoros) foi um cortesão bizantino do século VI, ativo no reinado do imperador Maurício (r. 582–602). Vivia em Constantinopla e se sabe que era esposo de Teoctista, a filha de Górdia e Marino, e que detinha o título de homem magnífico, indicando que era senador. Foi citado na carta VII.27 do papa Gregório I (r. 590–604) de junho de 597, que informa sobre sua posição, bem como que era ignorante em latim.